# Picarral

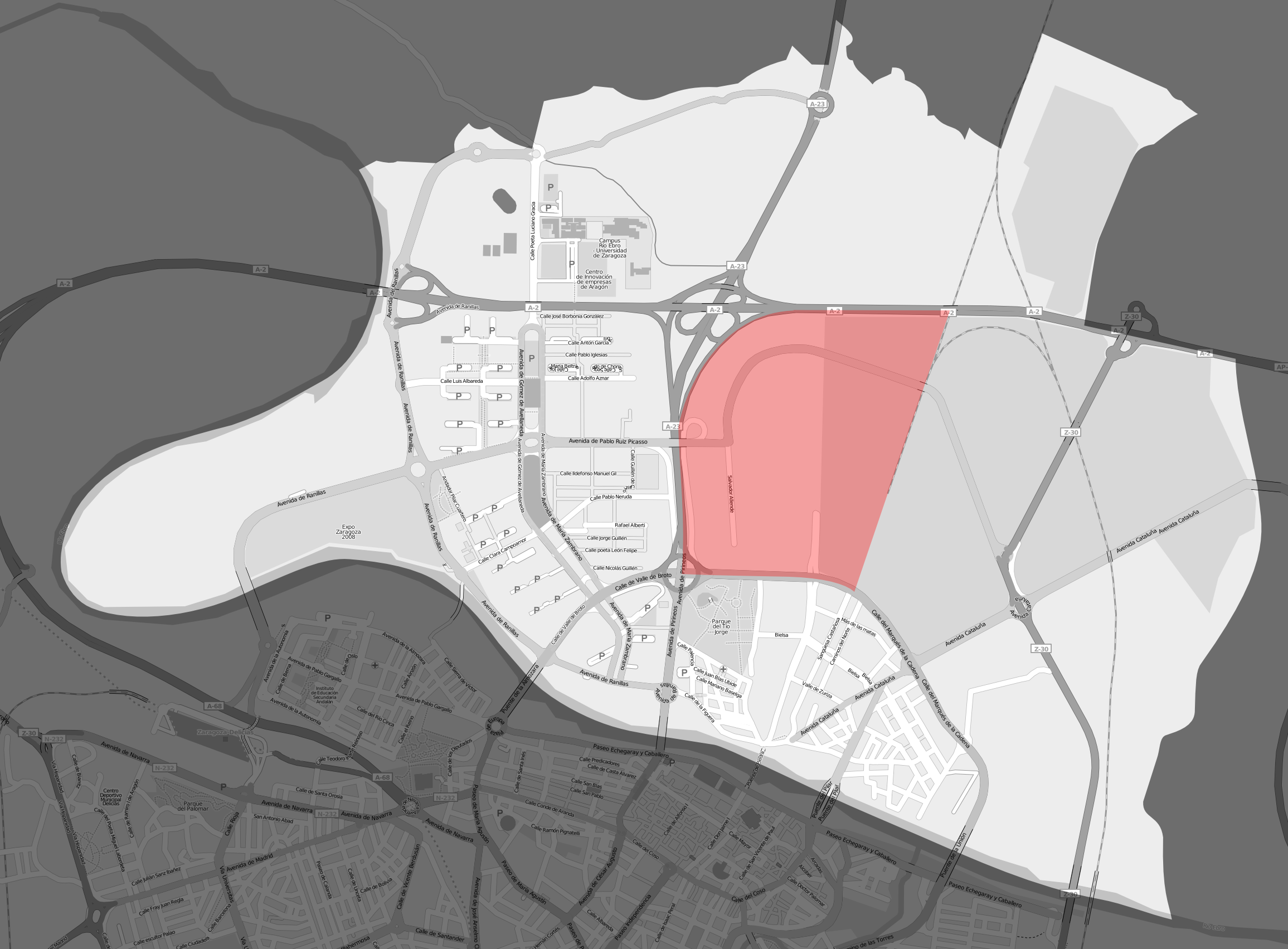
Mapa del barrio.

El Picarral es un barrio situado en la Margen izquierda de Zaragoza (Aragón). Se encuentra rodeado al norte por la urbanización Parque Goya, al sur por el Arrabal, al este por el polígono industrial Alcalde Caballero, en el barrio de Cogullada y al oeste por el barrio de la Zalfonada, dentro del distrito del ACTUR-Rey Fernando. Tiene una población aproximada de 15000 habitantes.

## Comunicaciones
La principal calle del barrio es la calle de San Juan de la Peña, que cruza el barrio de norte a sur; también la avenida Salvador Allende es otra de las principales vías del distrito, esta última lo circunvala desde el suroeste al norte.
En cuanto al transporte público la principal línea de Autobuses Urbanos de Zaragoza es la 36: Picarral-Valdefierro, que tiene su terminal en la calle de Somport. Otras líneas que cruzan el barrio son: la 29, que conecta el barrio de San Gregorio con el Camino de las Torres; la 35, que une Parque Goya con Universidad pasando por el centro de la ciudad; la 44, que conecta el Actur con Las Fuentes y la 50, que une San Gregorio con el barrio de Vadorrey. 
Por el barrio discurren también las líneas nocturnas N2 y N7.

## Política y movimientos vecinales

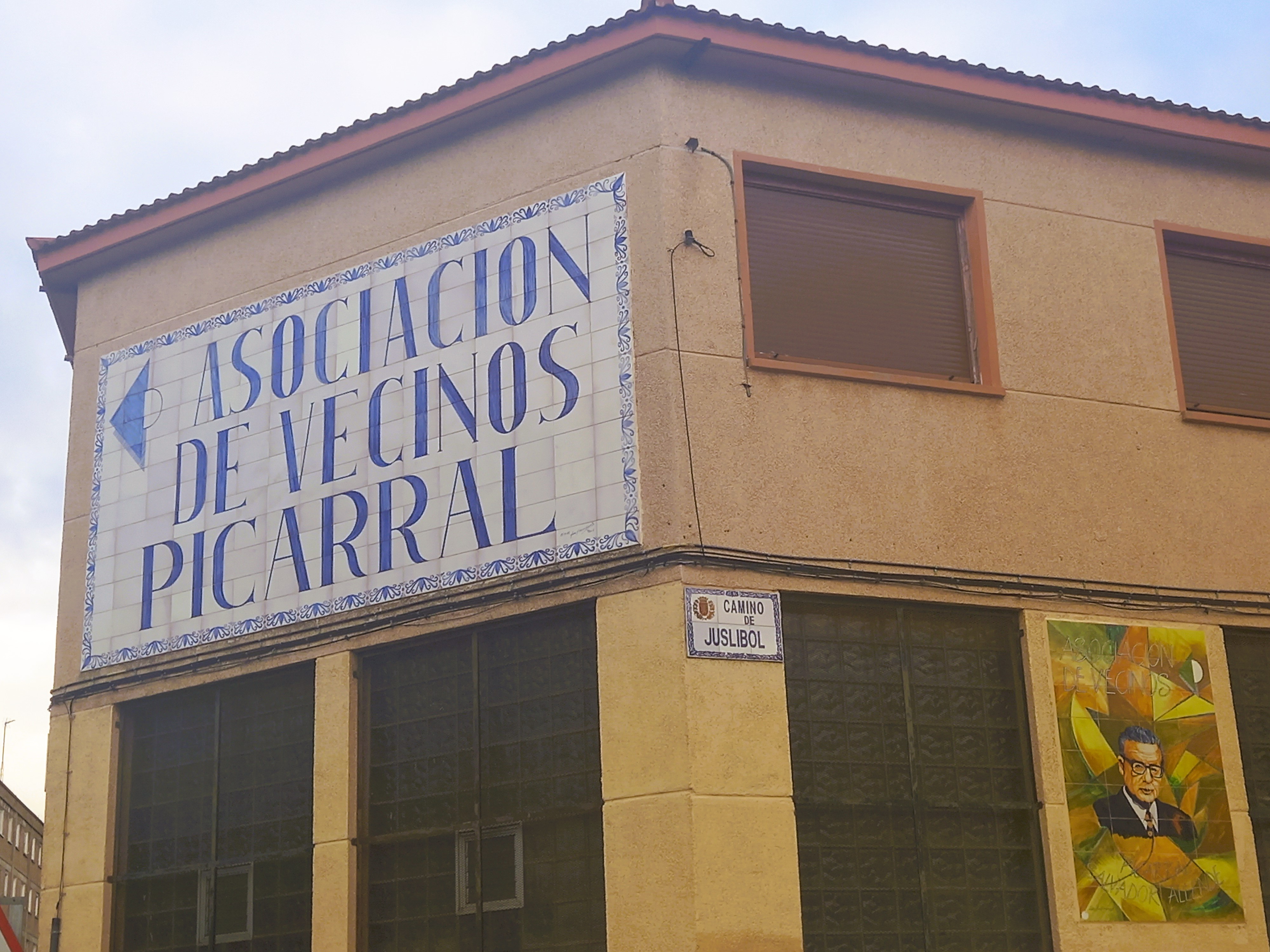

El Picarral siempre se ha caracterizado por ser una zona reivindicativa. En ella se han fundado numerosas asociaciones e iniciativas civiles.[cita requerida]

## Historia
En la noche del 6 de junio de 2025, el barrio sufrió u 